# Nephrotoma pratensis eepi
Nephrotoma pratensis eepi is een tweevleugelige uit de familie langpootmuggen (Tipulidae). De soort komt voor in het Palearctisch gebied.